# رابرت دی. کری
رابرت دی. کری (به انگلیسی: Robert Davis Carey) سناتور سابق عضو حزب جمهوری‌خواه ایالات متحده آمریکا بود. وی در سال ۱۹۳۰ تا ۱۹۳۷ میلادی سناتور ایالت وایومینگ در سنای ایالات متحده آمریکا بود.